# Okhotigone
Okhotigone sounkyoensis es una especie de araña araneomorfa de la familia Linyphiidae. Es el único miembro del género monotípico Okhotigone.

## Distribución
Se encuentra en el óblast de Magadan en Rusia, en Hokkaidō en Japón y en las montañas de Paektu en China